# Trachysphyrus xanthomerus
Trachysphyrus xanthomerus är en stekelart som först beskrevs av Brulle 1846.  Trachysphyrus xanthomerus ingår i släktet Trachysphyrus och familjen brokparasitsteklar. Inga underarter finns listade i Catalogue of Life.